# تكرر مرئي
التكرر المرئي أو بالينوبسيا هي إعادة حدوث الصورة المرئية باستمرار بعد زوال المنبه. لا يُعتبر التكرر المرئي تشخيصًا؛ بل يمثل مجموعة متنوعة من الأعراض البصرية المرضية مع نطاق واسع من المسببات المحتملة. تمثل المداومة المرئية مرادفًا للتكرر المرئي.
في عام 2014، عمل غيرشتينكورن ولي على مراجعة جميع حالات التكرر المرئي الموجودة في المراجع العلمية بشكل شامل وصنفاها في مجموعتين سريريتين فرعيتين: التكرر المرئي الخداعي والتكرر المرئي الهذياني. يصف التكرر المرئي الهذياني، الذي ينجم عادة عن النوبات الصرعية أو الآفات القشرية الخلفية، الصور التلوية المتشكلة، وطويلة الأمد وعالية الدقة. يصف التكرر المرئي الخداعي، الذي ينجم عادة عن الصداع النصفي، أو إصابة الرأس الرضية، أو الأدوية المعطاة بوصفة طبية، أو الثلج البصري أو اضطراب الإدراك المستمر المهلوس (إتش بّي بّي دي)، الصور التلوية المتأثرة بالضوء والحركة المحيطين وغير المتشكلة، أو غير الواضحة أو مخفضة الدقة.

## التشخيص

### التفريق عن الصور التلوية الفيزيولوجية
يُعتبر التكرر المرئي أحد الأعراض المرضية ويجب تفريقه عن الصور التلوية الفيزيولوجية، التي تمثل بدورها إحدى الظواهر الحميدة الشائعة. تظهر الصور التلوية الفيزيولوجية عند عرض المنبهات الساطعة وانحراف التركيز البصري. على سبيل المثال، بعد التحديق في شاشة الحاسوب ثم النظر بعيدًا، تبقى صورة تلوية ضبابية للشاشة في الحقل البصري. ينتج المنبه باستمرار نفس الصورة التلوية، التي تعتمد على شدة هذا المنبه وتباينه، ومدة تثبيت البصر على الصورة وحالة تكيف الشبكية. عادة ما تأخذ الصور التلوية الفيزيولوجية اللون التكميلي للمنبه الأصلي (الصورة التلوية السلبية)، بينما تأخذ الصور التلوية للتكرر المرئي عادة نفس لون المنبه الأصلي (الصورة التلوية الإيجابية). توجد درجة من الالتباس بين التكرر المرئي الخداعي والصور التلوية الفيزيولوجية نظرًا إلى غياب المعايير العرضية الدقيقة القادرة على تحديد مدى إمراضية الصورة التلوية.

### الخداعي مقابل الهذياني
ينجم التكرر المرئي الخداعي عن شذوذ في الإدراك الحسي الأصلي للمنبه ويتشابه مع الوهم البصري: الإدراك الحسي المنحرف للمنبهات الخارجية الحقيقية. ينجم التكرر المرئي الهذياني بدوره عن شذوذ بعد تشفير المنبه في الذاكرة البصرية ويتشابه مع الهلوسة البصرية المعقدة: إنشاء الصور البصرية المتشكلة غير الموجودة.
عادة ما تؤثر الظروف الخارجية مثل شدة المنبه، وتباين الخلفية، والتثبيت والحركة على توليد التكرر المرئي الخداعي وشدته دون أي تأثير على التكرر المرئي الهذياني. يتألف التكرر المرئي الخداعي من الصور التلوية قصيرة العمر أو غير المتشكلة، التي تحدث في نفس الموقع من الحقل البصري الخاص بالمنبه الأصلي وتتسم باستمراريتها وإمكانية التنبؤ بها. يصف التكرر المرئي الهذياني الصور التلوية والمشاهد المتشكلة النابضة بالحياة، وعالية الدقة وطويلة العمر التي تتسم بحدوثها في جميع أنحاء الحقل البصري وعدم إمكانية التنبؤ بها. يحدث التكرر المرئي الخداعي نتيجة الإمراضية العصبونية المنتشرة مثل التغييرات الشاملة في مستقبلات النواقل العصبية، بينما ينجم التكرر المرئي الهذياني عادة عن الإمراضية القشرية البؤرية.
عادة ما تساعد السمات السريرية الفاصلة بين التكرر المرئي الخداعي والهذياني على تفريق الأوهام والهلوسات البصرية وتقييم مخاطرها. تُعد الهلوسات البصرية المعقدة (المتشكلة) أكثر إثارة للقلق مقارنة بالهلوسات البصرية البسيطة أو الأوهام البصرية.